# Élisabeth Pion
Élisabeth Pion est une pianiste québécoise née à Saint-Hyacinthe (Québec) le 25 mars 1996.

## Biographie
Élisabeth Pion a grandi dans la ville d'Otterburn Park, en Montérégie. Elle a débuté ses cours de piano alors qu'elle avait 5 ans avec la pianiste Francine Lacroix. Après avoir obtenu un baccalauréat au Conservatoire de musique de Montréal, où elle a travaillé avec Suzanne Goyette et André Laplante, elle poursuit ses études avec Ronan O'Hora à la Guildhall School of Music & Drama de Londres. 
En 2018, elle a été nommée dans le Palmarès CBC « 30 Hot Canadian Musicians under 30 » et a également fait partie de la sélection du Magazine La Scena Musicale « 15 Risings Stars of 2018 », en plus d'être nommée Révélation Radio-Canada 2024-2025. 
Entre 2020 et 2023, elle est pianiste au sein du De Beauvoir Piano Trio, qui a notamment été sélectionné en 2021-2022 comme Ensemble en Résidence du Britten Pears Young Artist Programme à Snape Maltings, en Angleterre.
Elle a joué en masterclasses pour Nikolai Lugansky, Stephen Hough, Boris Berman, Christian Blackshaw, Richard Goode, Paul Lewis et Robert Levin.
En 2020, avec Agnès Langlois, une violoncelliste québécoise, elle met sur pied le Festival Unisson qui permet « une expérience immersive de 15 minutes entre un.e auditeur.trice et un.e musicien.ne ».
Élisabeth Pion a été sélectionnée comme artiste de la Imogen Cooper Trust 2020-2021. Elle fait également partie du Musicians’ Company Young Artist Programme depuis 2019. Elle a fait ses débuts en récital au Wigmore Hall de Londres le 13 juillet 2021.

## Prix et distinctions
| Année | Prix ou distinction                                                          |
| ----- | ---------------------------------------------------------------------------- |
| 2020  | Wigmore Recital Prize (2020),                                                |
| 2018  | Shean Piano Competition (2018)                                               |
| 2018  | Concours Prix avec Grande Distinction, Conservatoire de musique de Montréal  |
| 2016  | le 1er prix et la bourse Fondation SSQ du Concours de musique de la Capitale |
| 2014  | 1er Prix Concours de musique québécoise                                      |

## Concerts notables
- Récital du Carnegie Hall Weill Recital Hall avec Alexandra Pouta (2022)[18]
- Débuts en récital solo au Wigmore Hall (2021)[19]
- Mozart Concerti nos 13 & 24 avec Arion Orchestre Baroque & Mathieu Lussier (2021)
- Saison internationale des concerts de Leeds (2021)
- Festival Classica - Sonates de Beethoven (2020)
- Concert BBC Radio 3  Lili & Nadia Boulanger (2019)
- Soliste– Ensemble Volte (2018)
- Soliste – Orchestre Symphonique du Conservatoire de musique de Montréal (2017)
- Soliste – Malta Philharmonic Chamber Orchestra (2017)
- Artiste pour la  Société pour les arts en milieu de santé (2016 - 2018)
- Soliste – Ensemble Sinfonia de Montréal (2016)
- Adamant Concert – Carnegie Hall (2015)
- Piano Caméléons avec Oliver Jones et Lorraine Desmarais (2014)